# بوتشو
بوتشو (بالصينية: 亳州市) هي مدينة من مدن الصين. يبلغ عدد سكانها 4850657 نسمة وذلك حسب إحصائيات سنة 2010. يبلغ ارتفاع المدينة عن سطح البحر قرابة 32 متر. تبلغ مساحتها 8522.58 كم².

## المناخ
يظهر الجدول التالي التغييرات المناخية على مدار السنة لبوتشو:
| البيانات المناخية لـبوتشو            | البيانات المناخية لـبوتشو | البيانات المناخية لـبوتشو | البيانات المناخية لـبوتشو | البيانات المناخية لـبوتشو | البيانات المناخية لـبوتشو | البيانات المناخية لـبوتشو | البيانات المناخية لـبوتشو | البيانات المناخية لـبوتشو | البيانات المناخية لـبوتشو | البيانات المناخية لـبوتشو | البيانات المناخية لـبوتشو | البيانات المناخية لـبوتشو | البيانات المناخية لـبوتشو |
| الشهر                                | يناير                     | فبراير                    | مارس                      | أبريل                     | مايو                      | يونيو                     | يوليو                     | أغسطس                     | سبتمبر                    | أكتوبر                    | نوفمبر                    | ديسمبر                    | المعدل السنوي             |
| ------------------------------------ | ------------------------- | ------------------------- | ------------------------- | ------------------------- | ------------------------- | ------------------------- | ------------------------- | ------------------------- | ------------------------- | ------------------------- | ------------------------- | ------------------------- | ------------------------- |
| الدرجة القصوى °م (°ف)                | 22.6 (72.7)               | 26.6 (79.9)               | 29.1 (84.4)               | 34.9 (94.8)               | 39.1 (102.4)              | 41.3 (106.3)              | 42.1 (107.8)              | 40.6 (105.1)              | 37.0 (98.6)               | 35.0 (95.0)               | 29.9 (85.8)               | 21.1 (70.0)               | 42.1 (107.8)              |
| متوسط درجة الحرارة الكبرى °م (°ف)    | 5.9 (42.6)                | 8.6 (47.5)                | 13.9 (57.0)               | 21.4 (70.5)               | 26.8 (80.2)               | 31.2 (88.2)               | 32.0 (89.6)               | 31.1 (88.0)               | 27.2 (81.0)               | 21.8 (71.2)               | 14.7 (58.5)               | 8.3 (46.9)                | 20.2 (68.4)               |
| المتوسط اليومي °م (°ف)               | 0.6 (33.1)                | 3.1 (37.6)                | 8.2 (46.8)                | 15.3 (59.5)               | 20.8 (69.4)               | 25.5 (77.9)               | 27.3 (81.1)               | 26.4 (79.5)               | 21.6 (70.9)               | 15.7 (60.3)               | 8.7 (47.7)                | 2.7 (36.9)                | 14.7 (58.5)               |
| متوسط درجة الحرارة الصغرى °م (°ف)    | −3.3 (26.1)               | −1.2 (29.8)               | 3.5 (38.3)                | 9.8 (49.6)                | 15.1 (59.2)               | 20.3 (68.5)               | 23.4 (74.1)               | 22.6 (72.7)               | 17.2 (63.0)               | 10.9 (51.6)               | 4.1 (39.4)                | −1.5 (29.3)               | 10.1 (50.1)               |
| أدنى درجة حرارة °م (°ف)              | −18.3 (−0.9)              | −20.6 (−5.1)              | −11.3 (11.7)              | −3.0 (26.6)               | 3.9 (39.0)                | 11.6 (52.9)               | 16.6 (61.9)               | 13.8 (56.8)               | 4.5 (40.1)                | −1.2 (29.8)               | −8.8 (16.2)               | −17.5 (0.5)               | −20.6 (−5.1)              |
| الهطول مم (إنش)                      | 16.4 (0.65)               | 21.1 (0.83)               | 37.4 (1.47)               | 43.8 (1.72)               | 69.3 (2.73)               | 101.9 (4.01)              | 204.1 (8.04)              | 131.1 (5.16)              | 71.8 (2.83)               | 53.5 (2.11)               | 25.8 (1.02)               | 13.9 (0.55)               | 790.1 (31.12)             |
| متوسط أيام هطول الأمطار (≥ 0.1 mm)   | 4.1                       | 5.0                       | 6.8                       | 6.5                       | 7.6                       | 8.5                       | 12.2                      | 10.5                      | 7.8                       | 7.0                       | 5.4                       | 3.9                       | 85.3                      |
| متوسط الرطوبة النسبية (%)            | 68                        | 66                        | 66                        | 66                        | 68                        | 69                        | 81                        | 82                        | 77                        | 74                        | 70                        | 67                        | 71                        |
| ساعات سطوع الشمس الشهرية             | 145.0                     | 145.4                     | 171.0                     | 206.2                     | 231.4                     | 222.9                     | 212.8                     | 215.7                     | 189.8                     | 187.4                     | 161.8                     | 152.2                     | 2٬241٫6                   |
| نسبة وصول أشعة الشمس                 | 46                        | 47                        | 46                        | 53                        | 54                        | 52                        | 49                        | 52                        | 51                        | 53                        | 52                        | 50                        | 50                        |
| المصدر: إدارة الأرصاد الجوية الصينية |                           |                           |                           |                           |                           |                           |                           |                           |                           |                           |                           |                           |                           |

## أعلام
- تساو بي
- هوا تو
- تساو تساو